# Escatalens
Escatalens – miejscowość i gmina we Francji, w regionie Oksytania, w departamencie Tarn i Garonna.
Według danych na rok 1990 gminę zamieszkiwało 691 osób, a gęstość zaludnienia wynosiła 38 osób/km² (wśród 3020 gmin regionu Midi-Pireneje Escatalens plasuje się na 470. miejscu pod względem liczby ludności, natomiast pod względem powierzchni na miejscu 625.).

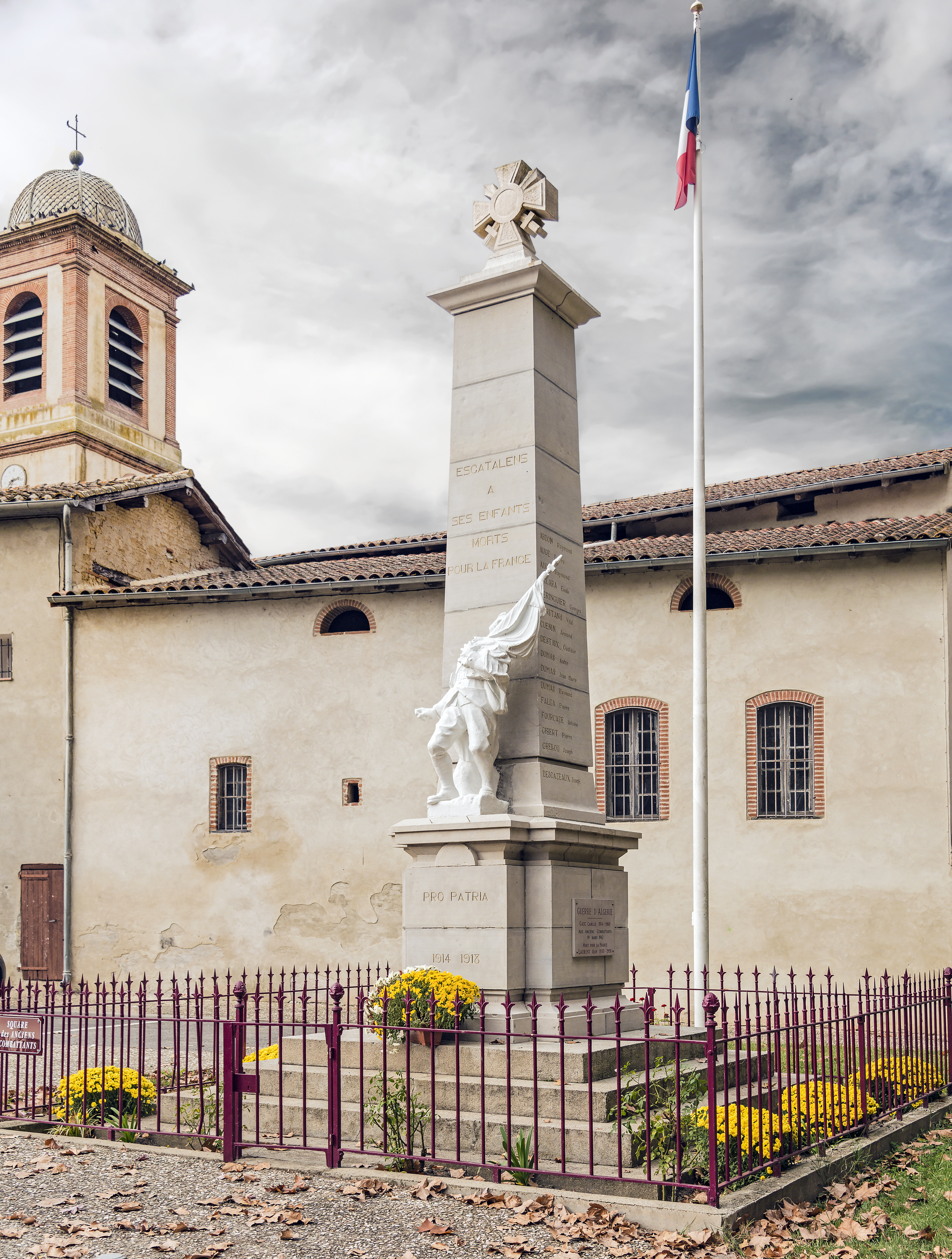
Pomnik wojenny
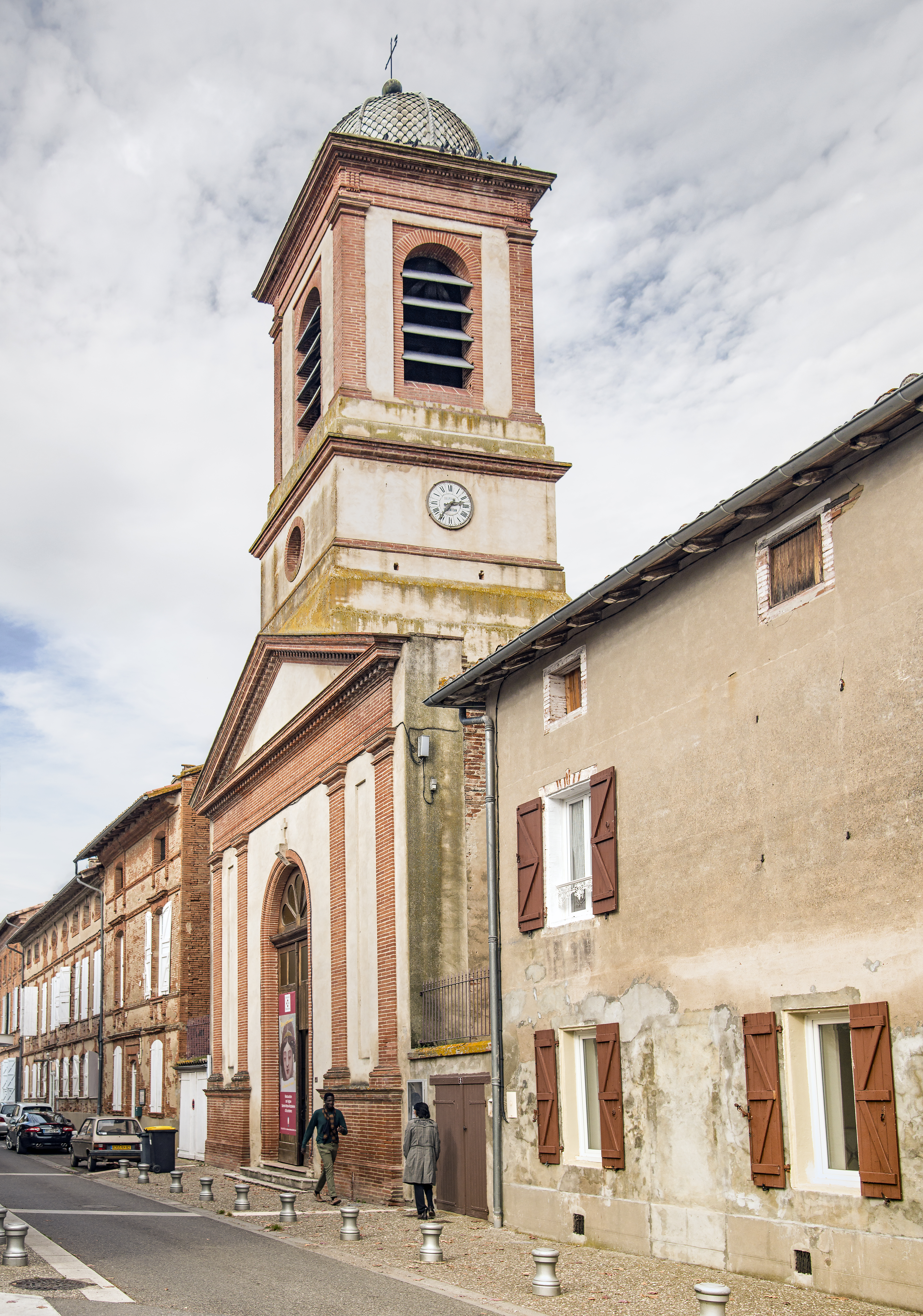
Kościół
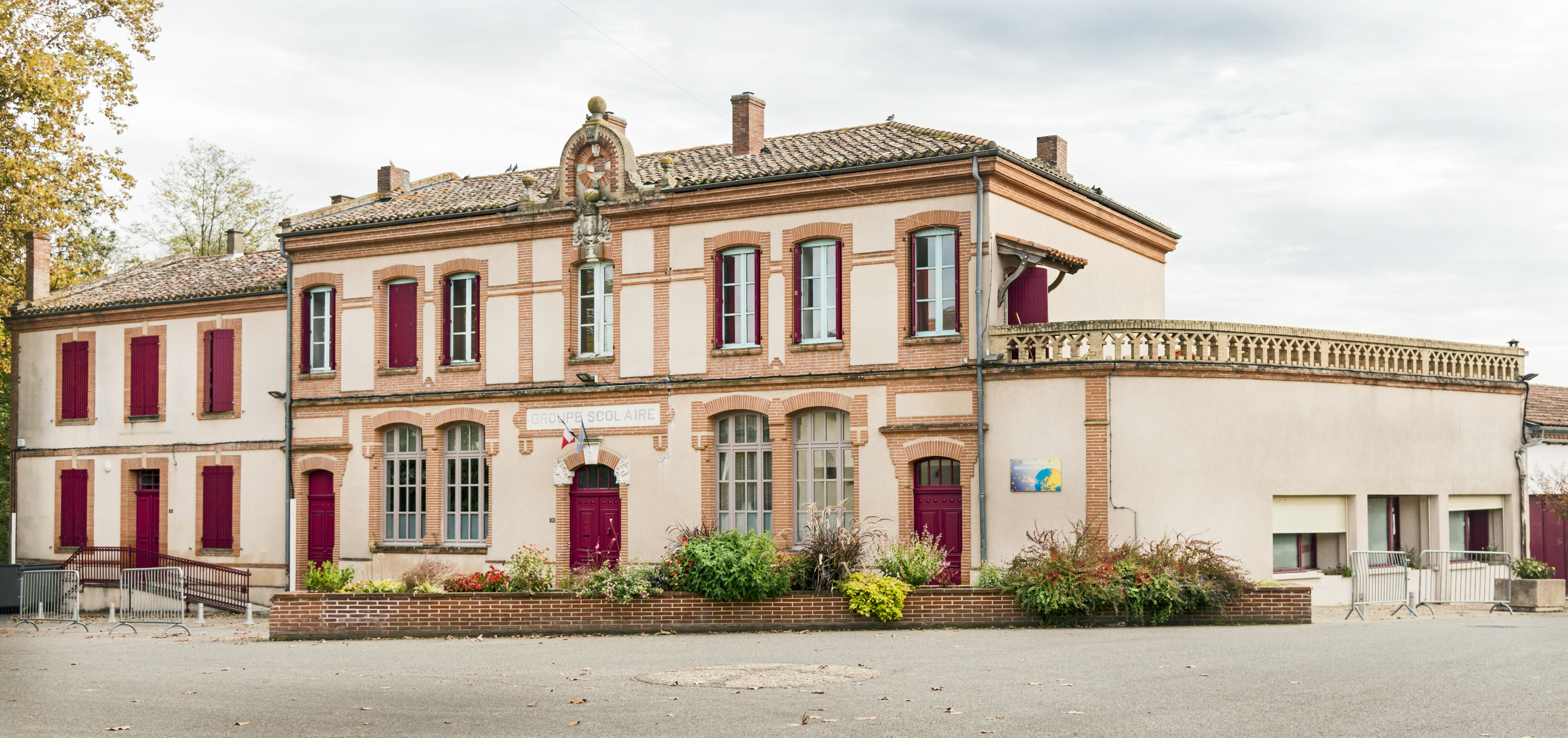
Szkoła 'Antoine de Saint-Exupéry'